# Ægyptiske mumieportrætter
Ægyptiske mumieportrætter er så langt den største gruppe af bevarede antikke malerier, Der findes omkring 900 til 1000, blandt disse er der flere eksempler på enkaustisk maleri. De er bevaret næsten uændret i 2000 år. 
Mumieportrætterne dateres fra omkring 50 e.Kr. til 350 e.Kr. og stammer fra den ægyptiske provins af det romerske imperium . De er fundet i hele Ægypten, men især er der fundet mange i Al Fayyum-oasen i den ægyptiske ørken (heraf navnet Fayum-portrætter), hvor der siden ptolemæisk tid var græske bosættelser . Aleksander den Store erobrede Ægypten i 330 f.Kr.; efter Alexanders død i 323 kom ptolemæerne til magten, og de herskede i Ægypten indtil Octavian, den senere kejser Augustus, erobrede Ægypten, som blev en romersk provins i 30 f.Kr.

## Fundsteder
De to vigtigste fundsteder i Fayum-området er er-Rubayat, nekropol for Philadelphia, og Hawara, nekropol for Arsinoe . Sidstnævnte var den største by med græsk-romerske indbyggere, og nogle mener, at de bedste portrætter kom herfra. Langt de fleste enkaustiske malerier kom også herfra; de menes at have en større håndværksmæssig/kunstnerisk kvalitet end de tempera-bemalede. I 1885 fandt nogle fellah’er (bønder) i Fayum et stort antal mumieportrætter, og udgravningerne begyndte for alvor og fortsatte til op i begyndelsen af 1900-tallet. Borg nævner et nyere fund fra 1991-92 af mumieportrætter ved kysten nær Marina el-Alamein.
Teodor Graf (1840-1903) var den første, der værdsatte disse portrætter. Han var en østrigsk samler, der købte en stor samling portrætter, over 200, og udstillede dem i Europa og Amerika i 1887. På denne måde blev de offentligt kendt, de fleste af disse portrætter stammede fra er-Rubayat . Den berømte engelske ægyptolog Sir William Flinders Petrie gravede i Hawara i 1888 og fandt flere mumieportrætter. Han vendte tilbage i 1911 og fandt endnu flere; der var et marked for portrætterne. Mumierne blev ikke fundet i sarkofager, men i sandet eller huller bygget af mursten i sandet, ofte blev flere fundet sammen oven på hinanden, og der var ingen beskyttelse af dem. Petrie mener, at de har været opbevaret i en periode efter balsameringen og er så senere stuvet væk. Det har for nylig vist sig at være rigtigt, da man i el-alamein har fundet templer for begravelsesritualer, bygget for tilbedelse af forfædre. I disses underjordiske kamre fandt man portrætmumier, stuvet til side ; . Mange af mumierne var i så dårlig stand – flere var rådne da de blev fundet – at Petrie valgte kun at beholde mumieportrættet, eventuelt beholdt han kraniet, medens resten blev kasseret. Således er langt de fleste mumieportrætter fjernet fra mumien. På andre var selve portrættet i så dårlig stand, at han så sig nødsaget til at konservere dem. Han anvendte forskellige metoder, blandt andet smeltning af det originale vokslag eller applikation af ny bivoks eller paraffinvoks . Disse metoder kan interferere med analyser for bindemidler. 

## De portrætterede personer
De mennesker, der er afbilledet på mumieportrætterne, er børn, mænd og kvinder i alle aldre, men måske påfaldende mange yngre. Man diskuterer stadig, hvornår portrættet blev malet i forhold til dødstidspunktet. Personerne virker for de flestes vedkommende til at være velhavende. Kvinderne bærer mange smykker: guld, perler og smaragder. Deres klædedragt og frisurer afspejler romersk stil, de dateres især efter deres frisures lighed med romerske kejsere og deres familie. På flere af mumierne er der opgivet navne og flere af disse navne er græske, heraf nogle skrevet med græske bogstaver. Det diskuteres om kunstnerne/håndværkerne var græske eller af græsk oprindelse . Mumifisering er en del af ægyptisk kultur, og det, at portrætterne er indsat over en mumies hoved, viser at den ægyptiske religion er assimileret. På flere af mumierne er der afbildninger af ægyptiske guder . Mumieportrætterne er således en antik multikulturel frembringelse. 

## Teknik
Malerierne er hovedsagelig malet på en tynd træplade, som har været indsat over mumiens hoved mellem mumiebandagerne; enkelte er malet på lærred og andre er malet i helfigur. Portrætterne begynder at optræde i midten af det 1. årh. og frem, de fleste er fra begyndelsen af det 2. årh., til slutningen af det 4. årh., nogle af de seneste kan ses som eksempler på tidlig kristen, koptisk kunst. Det enkaustiske maleri forsvinder stort set efter de tidlige byzantinske ikoner . Nogle portrætter er malet enkaustisk, andre er malet med tempera. Få er malet, hvor begge metoder er anvendt, i så fald er det den enkaustiske metode, der er anvendt til inkarnatet . 

## Stil
Borg mener at kunne dele mumieportrætterne op i forskellige stilistiske grupper efter hvordan de er malet. Andre deler dem op i tre grupper, de naturalistiske, de stilistiske og en blandingsstil af disse to. Nogle mener at portrætterne bliver mere stilistiske jo senere de er, andre mener, at både de stilistiske og de naturalistiske er sideløbende (Borg, 1996). Til sidst forsvinder de, muligvis grundet kristendommens fremkomst. Som regel er de enkaustiske portrætter mere naturalistiske end portrætterne malet med tempera.

## Anvendelsen af forskellige vokstyper
Anvendelsen af bivoks i mumieportrætter er ikke længere omstridt og er i mange tilfælde analytisk dokumenteret. Der er dog også fundet en hidtil ukendt voks fra to mumieportrætter. Bivoksen kan muligvis have været blandet med harpiks;. Anvendelsen af vokstempera/emulgeret voks og/eller punisk voks er derimod meget omdiskuteret. 
Det er ofte ret uklart, hvad de forskellige forfattere mener med disse benævnelser; vokstempera, emulgeret voks og punisk voks. Begreberne er sammenblandede. Borg skriver om vokstempera, som en forsæbet voks emulgeret i vand, og beskriver fremstillingen af punisk voks på to måder, ved begge metoder fås en forsæbet punisk voks, den ene ikke emulgerbar i vand, den anden emulgerbar i vand. Men hun skriver samtidig, at det ikke er bevist at punisk voks eller vokstempera er fundet i mumieportrætter . Igen i 2010 nævnes teknik med emulsionsmaling . 
Doxiadis mener, at bivoksen kan have været påført kold efter at have blevet emulgeret, hvorved det bliver muligt at blande emulgeringen med vandbaseret bindemidler, som æg og gummi arabicum. Hun nævner nogle portrætter, som hun beskriver, som malet med punisk voks, men skriver samtidig, at indtil nu har relativ få været analyseret . Kühn og Cuni et al. har fundet sæbeholdigt bivoks fra mumieportrætter (; . 
Freccero mener, at nogle af de mumieportrætterne hun har undersøgt, kan være malet med punisk voks, da hun i voksen finder sæber. Hun beskriver den puniske, som en bivoks, der er kemisk behandlet og delvist forsæbet. Freccero mener, at i portrætter malet med punisk voks ses penselstrøg og de udviser nogle af de karakteristika, man ser ved olie- eller temperamaleri.

## Undersøgelse af overfladebehandlinger
Nogle mumieportrætter udviser et pastost skinnende malingslag, andre et tyndt mat malingslag. Mange af de mumieportrætter, der rent udseendemæssigt – med tyndt mat malingslag og stilistisk malemetode – har været bestemt til at være temperabemalet, har senere vist sig ved analyser at være voksbemalet. Freccero har undersøgt 27 mumieportrætter fra Nationalmuseet i Stockholm, otte af disse bliver grundigt undersøgt. Hun finder voks i alle otte, også i dem, der før mentes at have være malet med tempera. Man kan således ikke rent udseendemæssigt bedømme om et bindemiddel er voks eller ikke, da der åbenbart er flere teknikker, der kan se forskelligt ud. De typiske enkaustiske billeder er dog generelt mere pastose og modellerede og har et mere fedtet eller skinnende udseende, omvendt kan noget der ligner temperamalet være voks, eventuel en emulgeret eller punisk voks . 
Nogle mumieportrætter er malet med både pensel og med et eller flere hårde redskaber, dog er nogle billeder kun malet ved brug af pensel. På portrætter malet med voks ses både penselstrøg og redskabsspor. Doxiadis mener, at baggrund, tøj og hår blev først pålagt og derefter huden, der blev påført med pensel og når den var afkølet bearbejdet med et hårdt redskab.

## Beskrivelse af typisk maleteknik
Mumieportrætterne er enestående eksempler på antik enkaustisk maleri, og da mange har overlevet, ca. 1000, har man her muligheden for at studere teknikken, sammenligne og drage nogle generelle konklusioner. Analyser har vist at bindemidlet i mumieportrætterne i mange tilfælde er bivoks, der findes analyser, der kunne tyde på at voks indeholdende sæber er fundet. Om en voksemulsion kan havde været anvendt diskuteres stadig. Mumieportrætterne udviser redskabsmærker efter grove stive, bløde og fine bløde pensler. Spor efter hårde redskaber, spidse og bredere, er også til stede. Generelt synes grove stive pensler, at have været anvendt til baggrunden og klædedragten, hårde bredere redskaber til hudområdet, bløde pensler til hår og finere bløde pensler til de mindre detaljer. Det spidse redskab ses anvendt til øjenvipper. Inkarnatet er mere bearbejdet end baggrund og klædedragt. Pigmenter og farvestoffer kan anvendes sammen med voks, da flere farver er observeret i portrætterne.
Mumieportrætterne bærer spor efter både grov stiv pensel og blød pensel, men der er tilsyneladende ingen eksakt distinktion mellem sporene efter en stiv og en blød pensel. Sporene er relateret til malingens temperatur og mængden af pigment, der er tilført voksen, jo mindre der er tilført, jo mere flydende er malingen. Dette betyder at en grov stiv pensel er i stand til at efterlade markeringer uden spor af penselhår, hvis malingen er meget varm og/eller meget tynd. Der kan ses spor efter hårde redskaber både et spidst og et fladere/konkavt, sporene efter det konkave kan være smeltet efter applikationen, eller de kan være et resultat af at den varme maling er ‘dabbet’ på underlaget med en pensel. Borg beskriver, hvorledes et mumieportræt oftest er malet: Portrættet bliver skitseret, oftest med en mørk farve, derefter males baggrunden. Ørerne males måske for sig selv, de ligner i hvert tilfælde ikke den måde inkarnatet er malet på, og har ikke en organisk forbindelse til resten at ansigtet. Så bliver ansigt og hals malet, derefter kommer håret, først en grundfarve og så herover laves den egentlige frisure. Klædningen bliver nogle gange lavet før, andre gange efter inkarnatet. Der anvendes pensler i forskellig størrelse og forskellig blødhed, da penselsporene ofte mangler. Man kan også se spor efter et spidst redskab, muligvis identisk med cestrum, hvilket især anvendes til øjenvipperne. Et redskab med en afrundet form kan der også ses spor efter, disse spor er uden spor af penselhår og er regelmæssige, måske et cauterium. Petrie mener, at disse spor måske er udført med den anden side af penslen . Plinius (NH 1.84) nævner de enkaustiske redskaber, cestrum, cauterium og pensel. Cestrum kunne være det spidse redskab, cauterium kunne være det hårde redskab.
Büll mener, at selvom han ikke har fundet spor efter opvarmning efter pålægning af farven, kan den godt være foregået, grundet tilstedeværelsen af stor transparens og dybde. Dette forhold bliver større ved opvarmning, og herved forsvinder også skarpe kanter og rande, der ellers ville være blevet stående . Borg mener ikke, at en efterfølgende varmepåvirkning kan have fundet sted, da de enkelte penselspor stadig ses .
Der kan iagttages grundering i flere portrætter, i nogle ses en speciel grundering for hudområdet, inkarnatet, eventuelt lys hvidlig farve for kvinder og mørkere for mænd. Det vides ikke hvilket materiale, der er anvendt til disse grunderinger. Freccero har undersøgt grunderingen af tre enkaustiske mumieportrætter, af disse er et lavet på gipsgrund, et andet havde ingen grundering, det tredje havde en grund af voks blandet med blyhvidt og gul okker . I følge Doxiadis var temperabemalinger lavet på en gessogrund af gips eller kalk blandet med dyrelim, medens enkaustiske aldrig blev lavet på gesso, men i stedet på en grund af lim eller gummi . Doxiadis sammenligner mumieportrætterne med byzantinske ikoner, deres grunderinger følger nogenlunde det samme mønster. Grunderinger ligger som flade farver og kan være forskelligt for hvert område af portrættet, farverne varierer fra helt lyse til mørke. Borg derimod finder, at de enkaustiske portrætter kan males direkte på træet eller på en grundering. 
Petrie beskriver, at enkelte portrætter besad et mørkerødt overtræk, som var svært at fjerne og som han formodede var lagt i antikken for at beskytte maleriet, man har også i nyere tid analyseret et brunligt overtræk som indeholdt protein. Laurie skriver, at de mumieportrætter han har studeret var overfladebehandlet med en fernis i en varm farve, muligvis en naturlig balsam. Kühn beskriver, at shellak sandsynligvis var tilstede i et mumieportræt.
Det mest iøjnefaldende ved mumieportrætternes maleteknik er, at der synes at være to specielle forskellige teknikker, en for hudområdet, inkarnatet, og en for baggrunden og klædedragten. Selvfølgelig er personen, det vigtigste element i et portræt, og en speciel teknik er måske tænkt nødvendigt for at illustrere dette. Malingen i dette område kan være påført med en stiv/grov pensel og derefter bearbejdet med et hårdt redskab. En mulighed er, at området herefter kan være blevet opvarmet, og derefter kunne resten af portrættet være blevet malet. Der er også den mulighed, at redskabssporene på inkarnatet, blev lavet for at få et bedre hæfte for en eventuel overfladebehandling, det kunne være en voks eller anden overfladebehandling. Petrie beskriver et mørkerødt overtræk, et brunligt overtræk indeholdende protein, shellak og en naturlig balsam er også beskrevet.
Forskellige vokse har været anvendt, mest udbredt synes bivoks at være. Bivoksen kan være med og uden sæber og/eller med og uden frie fede syrer. Den punisk voks kan have være en bivoks uden indhold af frie fede syrer. Anvendelse af andre vokse kan ikke udelukkes. Den anvendte voks har kunne anvendes alene eller har kunnet været indfarvet med mange forskellige pigmenter og farvestoffer. Til voksen har kunnet været tilsat andre materialer som olie, beg eller harpiks. Den har kunnet været pålagt i et tyndt eller tykt lag ved enkaustering eller ved pålægning med børster eller grove stive pensler i smeltet form. Voksen har efter applikation kunnet bearbejdes med hårde redskaber af forskellig form, som spidse, flade eller konkave eller anden form for at lave mønstre, struktur eller skabe reliefvirkning. Derudover kunne smeltet voks applikeres med bløde pensler, til de finere detaljer kunne en finere blød pensel anvendes. Derefter har voksen kunnet poleres for at få den glat og/eller for at øge glansen.
I de flere af de tilfælde hvor der er anvendt både tempera og voks som bindemiddel i portrættet, så er det den enkaustiske metode, der er anvendt til inkarnatet. Dette fortæller, at det er den metode, der er bedst egnet til formålet. Voks har den semitranslucent stoflighed, der minder om menneskehud og er i stand til at være både mat og skinnende. Derfor er voks et oplagt valg til at illudere hud, derfor en mulighed også for antik skulptur. På mumieportrætterne ses tilsvarende træk i anvendelsen af kraplak, som i næsebor og i karunkel, som man også finder på antikke skulpturer, det samme er tilfældet ved anvendelse af ægyptisk blå til huden. Voks kan ud fra iagttagelse af mumieportrætterne blandes med sorte, hvide, røde, gule, brune, violete, grønne, rosa (krap) og blå (ægyptisk) farver. Måske er mumieportrætterne vores bedste bud på hvordan en samtidig bemaling af skulptur kan have set ud, selvfølgelig vil der være forskel på et simpelt mumieportræts udførelse og så bemalingen af en dyr marmorskulptur, men teknikken og farvevalget kan meget vel have været det samme.